# Keramiekmuseum van Andenne
Het Keramiekmuseum van Andenne (Frans: Musée de la céramique d'Andenne) was een museum in de Belgische provincie Namen. De collectie bevatte stukken van de Gallo-Romeinse periode tot de huidige tijd. De collectie is in 2020 overgebracht naar het nieuwe gebouw Le Phare en de instelling ging op in de Espace muséal d'Andenne.

## Achtergrond
De kleilagen in de regio rondom Andenne vormden zich miljoenen jaren geleden tijdens het tertiaire tijdperk. Deze klei staat bekend om zijn kneedbaarheid en is goed bestand tegen de hitte van de keramiekovens. Om die reden zijn in de afgelopen eeuwen grote hoeveelheden naar andere landen wereldwijd geëxporteerd.
Het museum was gevestigd in een statig pand aan de zuidkant van Andenne. Aan het begin van het museum werd gestart met een video. Vervolgens werd ingegaan op de geologie van de bodem in de regio en de ontginning in de loop van de tijd. Hier werd verder op ingegaan in de tuin van het museum, waar ook een mijngalerij was opgesteld.

## Collectie
Er werden tal van afbeeldingen, maquettes en dwarsdoorsnedes getoond en er werd ingegaan op de vervaardiging van keramiek, het proces van de totstandkoming en de chemische samenstelling van het materiaal. De collectie stond uitgestald in vitrines die verspreid waren over de drie verdiepingen. De verlichting in het museum zorgde voor een bijzondere sfeer.

## Galerij

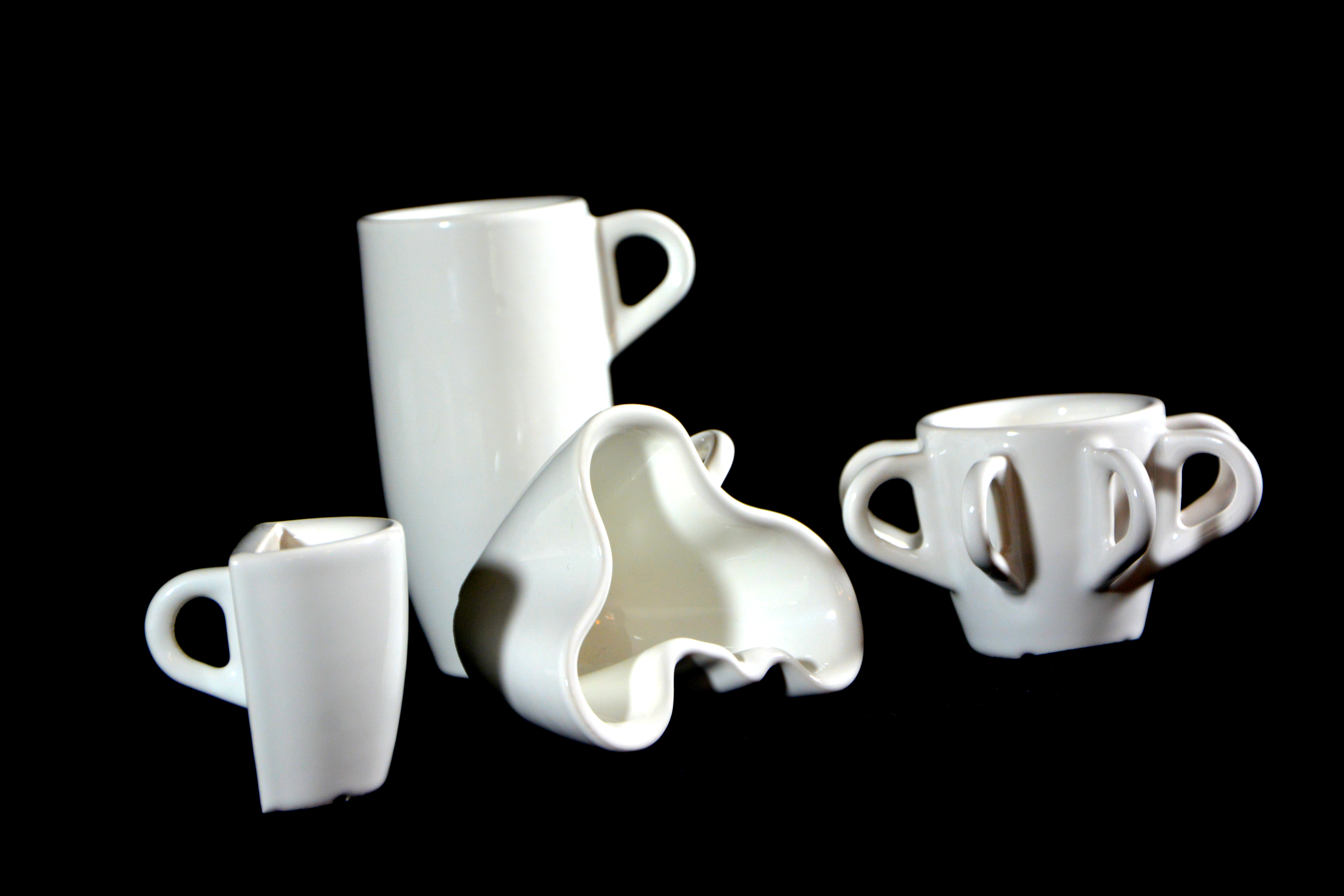
...
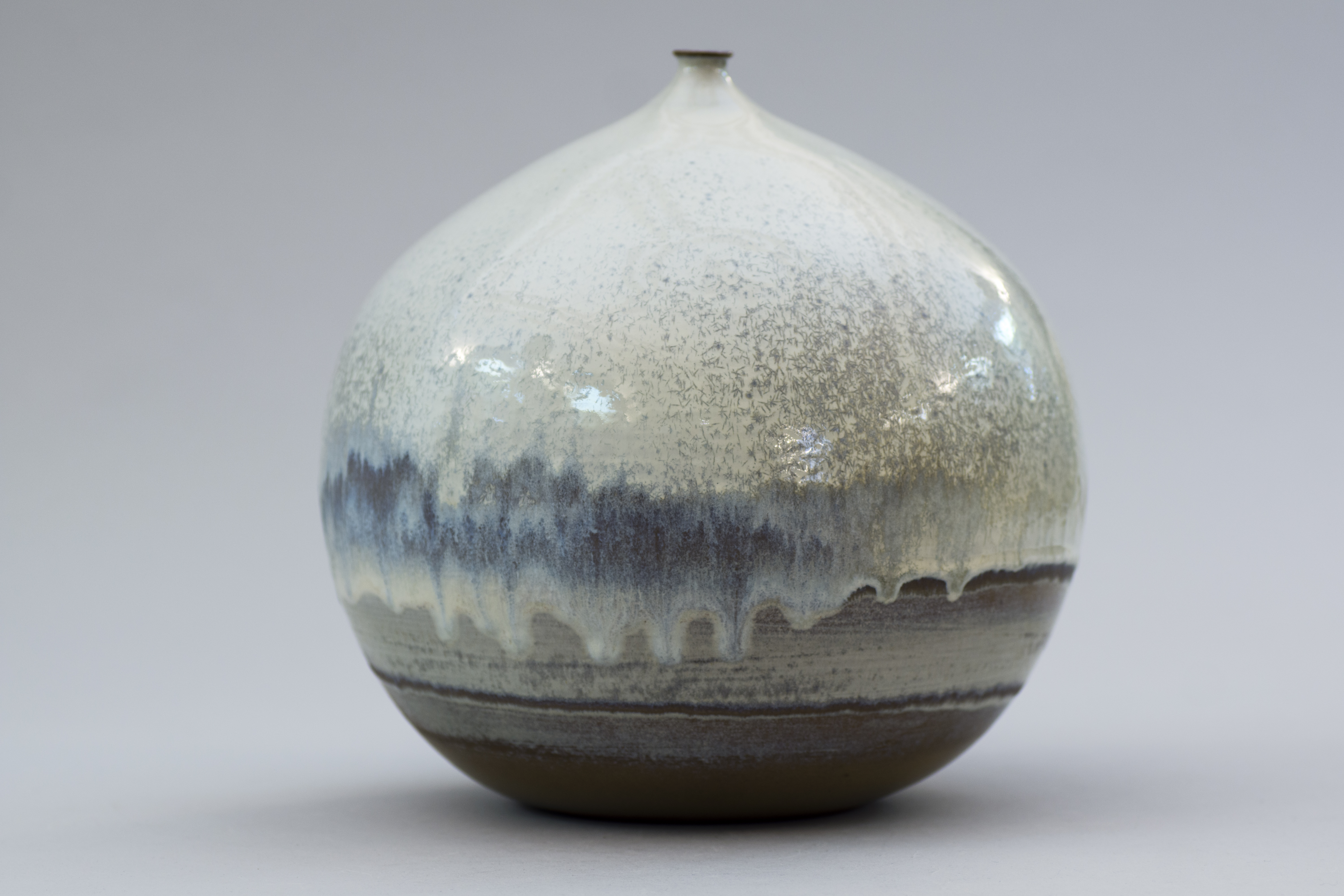
...
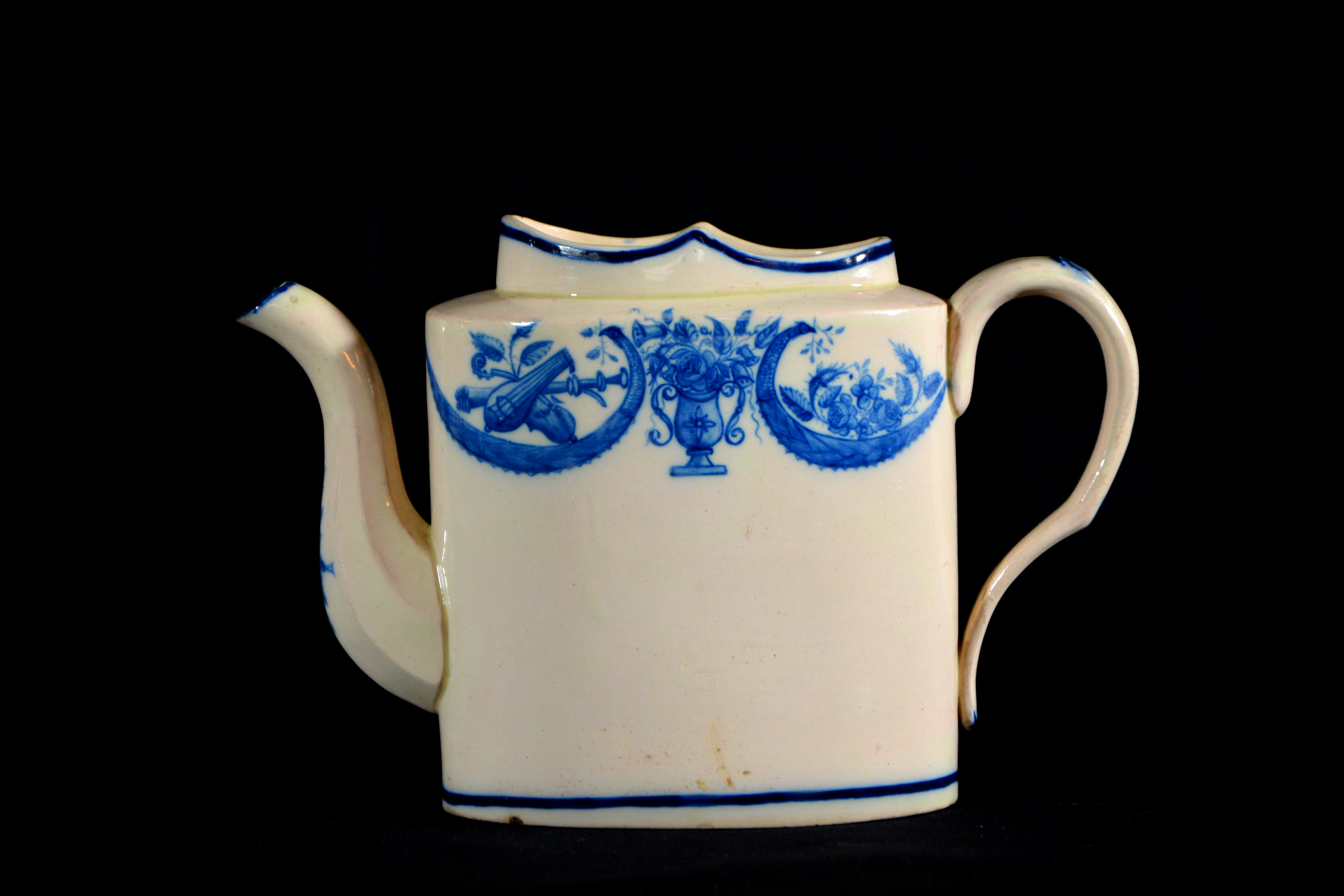
...
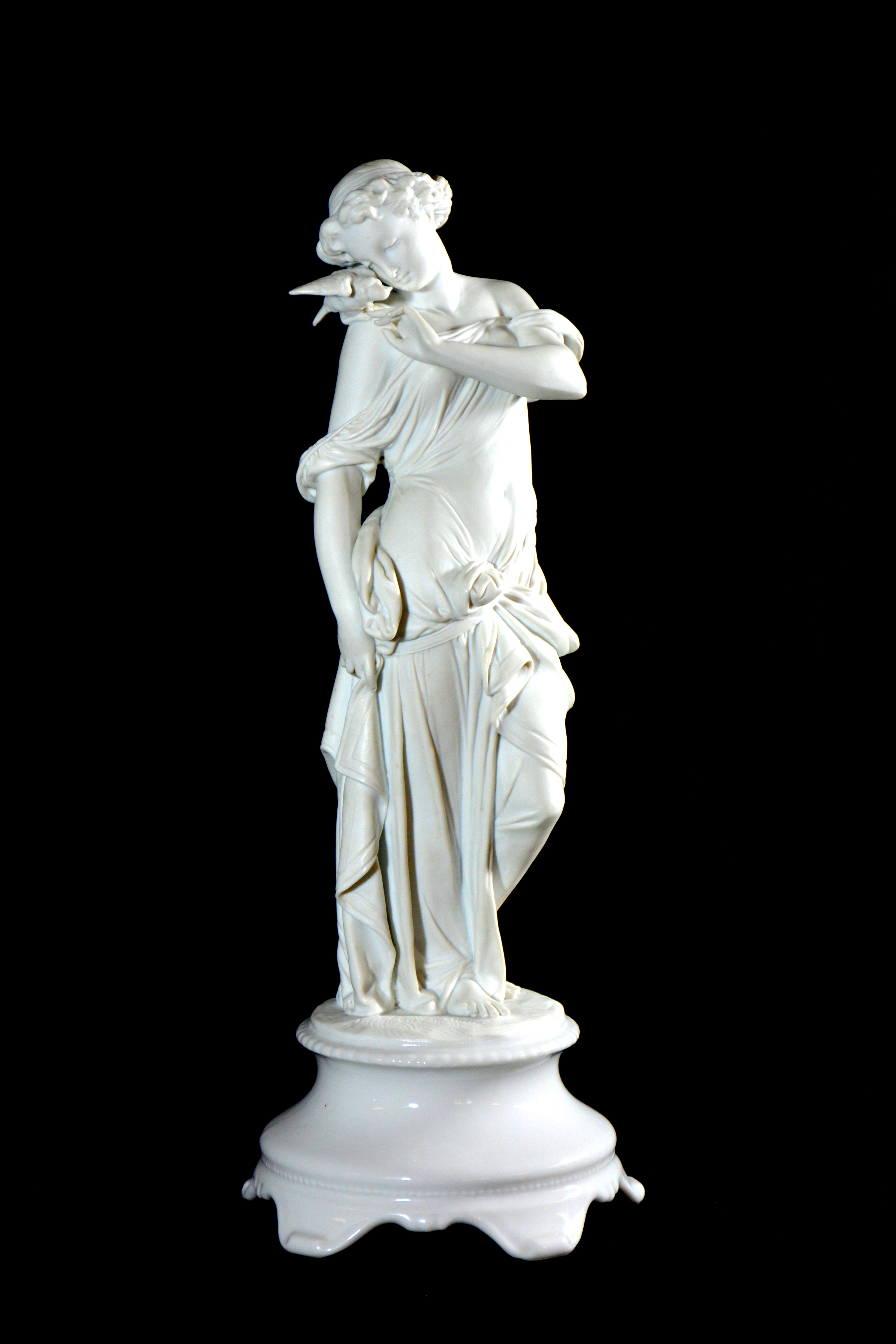
...